# Посёлок имени Ленина (Тамбовская область)
имени Ленина — упразднённый посёлок в Петровском районе Тамбовской области. Входил в состав сельского поселения Петровский сельсовет. Исключен из учётных данных в 2018 году.

## География
Посёлок располагался в 1,5 км к северо-востоку от деревни Пальнёвка.

## История
Посёлок основан в 1918 г.
Упразднен Постановлением Тамбовской областной Думы от 21 декабря 2018 года № 830 «Об исключении населённых пунктов из учётных данных административно-территориального устройства Тамбовской области».

## Население
| 2010 |
| ---- |
| 0    |

В 2002 году население посёлка составляло 3 жителя, 100 % — русские.